# Ставцев, Максим Павлович
Макси́м Па́влович Ста́вцев (род. 29 января 2004, Орёл, Россия) — российский футболист, нападающий.

## Карьера
Начал заниматься футболом в орловской школе «Русичи» в 2013 году, первый тренер — Игорь Захаров. С 2016 года — в «Ростове». В связи со вспышкой коронавирусной инфекции в клубе 19 июня 2020 года был заявлен на матч Премьер-лиги против «Сочи» (1:10), заменив на 80-й минуте Данила Хромова. В возрасте 16 лет, 4 месяцев и 20 дней стал самым юным игроком «Ростова» в Премьер-лиге. Весеннюю часть сезона 2022/23 провёл в «Зорком». В июле 2023 года перешёл в «Калугу». Летом 2024 года арендован «Орлом». С 2025 года защищает цвета фарм-клуба тульского «Арсенала».